# Phyllachora zygopetali
Phyllachora zygopetali är en svampart som beskrevs av Rangel 1926. Phyllachora zygopetali ingår i släktet Phyllachora och familjen Phyllachoraceae.   Inga underarter finns listade i Catalogue of Life.